# Cremastus hyalinipennis
Cremastus hyalinipennis là một loài tò vò trong họ Ichneumonidae.